# Wolfendale
Wolfendale is een Nederlandse indierockband uit Eindhoven.
De kern wordt gevormd door Sander Strick (zang, gitaar) en Marc van den Boom (bas), aangevuld met Rudolf van Bree (drums), Tijn Berkelmans (gitaar) en Remko Jansen (toetsen). Wolfendale maakt donkere en sfeervolle muziek met als inspiratie David Lynch, H.P. Lovecraft, Tim Burton, Terry Gilliam en anderen. De naam is afkomstig van Sir Arnold Wolfendale, een astronoom uit Groot-Brittannië.

## Geschiedenis
In 2001 leerden Strick en Van den Boom elkaar kennen door hun gezamenlijke achtergrond in de film- en animatie-industrie. Na meerdere keren te hebben samengewerkt, vatten ze het plan op om hun filmervaring toe te passen op het maken van een plaat. In een oud industrieel pand van Philips bouwden zij hun eigen opnamestudio, The Epic Centre.
Het schrijven, inspelen/opnemen, mixen en de vormgeving namen zij zo veel mogelijk voor eigen rekening. Verschillende gastmuzikanten werd gevraagd mee te werken, onder wie Martin de Wagter (Frank Boeijen), Jan van Eerd (Spinvis), Harmen de Bresser (ex-Roosbeef), Ruud Peper (Olivier’s Army) en Eric Dekkers (ex-Def P. & Beatbusters.
Tijdens de opnamen werd de stap naar het podium al gezet. Na een succesvolle eerste show in de Effenaar en een clubtournee als support voor Blaudzun toonde platenmaatschappij V2 Benelux interesse om het debuutalbum Foghorn uit te brengen.
De band zocht contact met de gerenommeerde masteringstudio The Lodge in New York, waar Joe LaPorta (Foo Fighters, Fink, Vampire Weekend) de laatste hand legde aan de plaat.

## Bezetting
- Sander Strick - zang, gitaar
- Marc van den Boom - basgitaar
- Rudolf van Bree - drums
- Tijn Berkelmans - gitaar
- Remko Jansen - toetsen

## Discografie

### Albums
| Album met eventuele hitnotering(en) in de Nederlandse Album Top 100 | Datum van verschijnen | Datum van binnenkomst | Hoogste positie | Aantal weken | Opmerkingen |
| ------------------------------------------------------------------- | --------------------- | --------------------- | --------------- | ------------ | ----------- |
| Foghorn                                                             | 14-10-2011            | 29-10-2011            | 90              | 1            |             |